# Martinsburg (Nebraska)
Martinsburg je selo u američkoj saveznoj državi Nebraska. Prema popisu stanovništva iz 2010. u njemu je živjelo 94 stanovnika.